# Вако, Пьюрити
Пьюрити Категая Вако — трансформационный тренер из Уганды, диетолог и активистка. Член Международной федерации коучей и генеральный директор KweraBits. Вошла в список 100 влиятельных женщин мира 2019 года. Замужем за Джозефом Элиша Вако, мать троих детей. Пьюрити родилась в Ибанде. Сейчас она живет в Кампале.
Как современная сенга, она консультирует женщин по вопросам отношений, но желает, чтобы африканские женщины имели равные права в браке. В 2013 году она основала собственную компанию KweraBITS для консультирования по женскому здоровью, красоте и иным проблемам.
В 2019 году она была включена в список 100 женщин Би-би-си.